# 8580 Пінскі
8580 Пінскі (8580 Pinsky) — астероїд головного поясу, відкритий 14 грудня 1996 року.
Тіссеранів параметр щодо Юпітера — 3,170.